# プリンスエドワードアイランド州

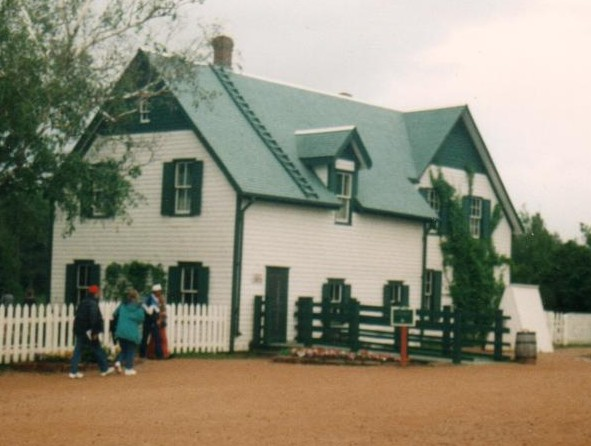
「赤毛のアン」の家のモデルになったグリーンゲイブルズ

プリンスエドワードアイランド州
英: Prince Edward Island
仏: Île-du-Prince-Édouard

| プリンスエドワードアイランド州の旗 | プリンスエドワードアイランド州の州章 |
| ---------------------------------- | ------------------------------------ |
| （州旗）                           | （州章）                             |

モットー: ラテン語："Parva Sub Ingenti"
（英語：The Small Protected By The Great）

| 基本データ                                 |                                                                    |
| 州花                                       | アツモリソウ （Pink Lady's Slipper）                               |
| 州木                                       | アカガシワ （Red Oak）                                             |
| 州鳥                                       | アオカケス （Blue Jay）                                            |
| 州都                                       | シャーロットタウン                                                 |
| 最大の都市                                 | シャーロットタウン                                                 |
| 州の公用語                                 | 英語（事実上）                                                     |
| 面積 - 総計 - 陸地 - 水域（割合） 最高標高 | （国内第13位） 5,660 km² 5,660 km² 0 km² (0%) 142 m                |
| 人口（2021年） - 総計 - 人口密度           | （国内第10位） 154,331 人 27.3 人/km²                              |
| GDP（2011年） - 州合計 - 1人当たり         | （国内第10位） 53億5,300万[1]カナダドル 3万6,740カナダドル         |
| 連邦政府加入 - 順番 - 加入年月日           | 8番目 1873年7月1日                                                 |
| 時間帯                                     | 大西洋標準時（AST、UTC-4） 大西洋夏時間（ADT、UTC-3）              |
| 郵便コード 郵便番号 ISO 3166-2:CA          | PE C CA-PE                                                         |
| 公式サイト                                 | www.princeedwardisland.ca/en                                       |
| 行政                                       |                                                                    |
| 副総督                                     | アントワネット・ペリー（英語版）                                   |
| 州首相                                     | ロブ・ランツ（英語版）：プリンス・エドワード・アイランド進歩保守党 |
| カナダ議会 -下院議席数 -上院議席数         | 4                                                                  |

| 母語話者（プリンス・エドワード・アイランド州） 2006 | 母語話者（プリンス・エドワード・アイランド州） 2006 | 母語話者（プリンス・エドワード・アイランド州） 2006 | 母語話者（プリンス・エドワード・アイランド州） 2006 | 母語話者（プリンス・エドワード・アイランド州） 2006 |
| --------------------------------------------------- | --------------------------------------------------- | --------------------------------------------------- | --------------------------------------------------- | --------------------------------------------------- |
|                                                     |                                                     |                                                     |                                                     |                                                     |
| 英語                                                | 英語                                                |                                                     | 93.78%                                              | 93.78%                                              |
| フランス語                                          | フランス語                                          |                                                     | 4.00%                                               | 4.00%                                               |

| 人種構成（プリンス・エドワード・アイランド州） 2006 | 人種構成（プリンス・エドワード・アイランド州） 2006 | 人種構成（プリンス・エドワード・アイランド州） 2006 | 人種構成（プリンス・エドワード・アイランド州） 2006 | 人種構成（プリンス・エドワード・アイランド州） 2006 |
| --------------------------------------------------- | --------------------------------------------------- | --------------------------------------------------- | --------------------------------------------------- | --------------------------------------------------- |
|                                                     |                                                     |                                                     |                                                     |                                                     |
| 白人                                                | 白人                                                |                                                     | 97.4%                                               | 97.4%                                               |
| 先住民                                              | 先住民                                              |                                                     | 1.3%                                                | 1.3%                                                |
| 黒人                                                | 黒人                                                |                                                     | 0.5%                                                | 0.5%                                                |
| その他の有色人種                                    | その他の有色人種                                    |                                                     | 0.9%                                                | 0.9%                                                |

プリンスエドワードアイランド州（プリンスエドワードアイランドしゅう、英: Prince Edward Island, PEI、仏: l'Île-du-Prince-Édouard, Î.-P.-É.）は、カナダの州の1つ。カナダの州のなかで面積、人口共にもっとも小さい。

## 歴史
この島には元々先住民族である「ミクマク族（Micmacs、Mi'kmaq）族」が暮らしており、島の名前を「アベグウェイト（波の上のゆりかごの意）」としていた。
アカディアの一部としてのフランス領時代には「サン・ジャン島」と呼ばれていたが、1758年にフレンチ・インディアン戦争（七年戦争）で英軍が占領すると、英語式にセント・ジョン島と呼んだ。1798年、ジョージ3世の第4王子で当時ハリファックス駐在の英軍を指揮していたケント公エドワードにちなんで、プリンス・エドワード島と改称された。ケント公エドワードはヴィクトリア女王の父にあたる。
1864年9月に「シャーロットタウン会議」が開催され、1867年の連邦制発足とカナダ独立に向けての話し合いが行われた。しかしニューファンドランド（1949年まで非加盟）とプリンスエドワードアイランドは連邦に加盟せず、独立した植民地となるか、アメリカ合衆国の一部になるかの検討をしていた。1870年代には鉄道の敷設を開始したが、成功せず多額の負債が残った。この負債を相殺すると共に、本土との蒸気船交通の確保等の条件により、プリンスエドワードアイランドは1873年7月1日に連邦に加盟した。

## 地理
州はセントローレンス湾のプリンスエドワード島で構成され、同様にカナダ沿海州であるニューブランズウィック州とはノーサンバーランド海峡で隔てられる。ただし、この海峡には1997年にコンフェデレーション橋（Confederation Bridge）が架けられ、プリンスエドワード島のボーデン＝カールトン（Borden-Carleton）とニューブランズウィック州のケープ・ジューリマン(Cape Jourimain)とを結んでいる。
州都は島の南岸の中央部に位置する同州最大の都市、シャーロットタウンである。

## 行政

### 主な都市
- シャーロットタウン（Charlottetown）
- サマーサイド（Summerside）

### 州内の郡
- キングス郡（Kings County）
- プリンス郡（Prince County）
- クイーンズ郡（Queens County）

## 経済
漁業は主にロブスター漁が盛んで、農業はジャガイモの生産が盛ん。島にはジャガイモ畑が広がっている。また観光産業も盛んで、観光客は急増している。美しい海岸と牧歌的な田園風景、プリンスエドワードアイランドの文化などが観光の目玉となっている。本土とは、ノーザンバーランド海峡に架かるコンフェデレーション橋で繋がれ、1時間に4000台の車が通行できる。また、フェリーもある。その一方で犯罪の増大や、美しい海岸がリゾート開発で荒らされるなどの自然破壊の懸念、不安もある。
先住民のミクマク族は社会的、経済的にもあまり恵まれておらず、ミクマク族の4割は失業中か生活保護を受けて暮らしている。観光業で働くミクマク族はほとんどいないが、ミクマク族の文化・歴史を伝える展示などを企画したりしている。

## 文化
この島の特産はジャガイモであるが、それ以上に児童文学者L・M・モンゴメリによる「赤毛のアン」などの作品の舞台として有名である。現在でも「赤毛のアン」が書かれた当時の文化が残っており、多くの観光客が訪れる。
1763年ごろから、アカディア人が大規模追放（Great Upheaval）された先から旧アカディアに帰還しはじめ、プリンスエドワード島南西部のエグモント・ベイ(Egmont Bay)、モント・カーメル（仏発音：モン・カルメル Mont Carmel）などに定住した。同地域には今日もフランス語を母語とするアカディア人の自治体が存続し、観光スポットにもなっている。

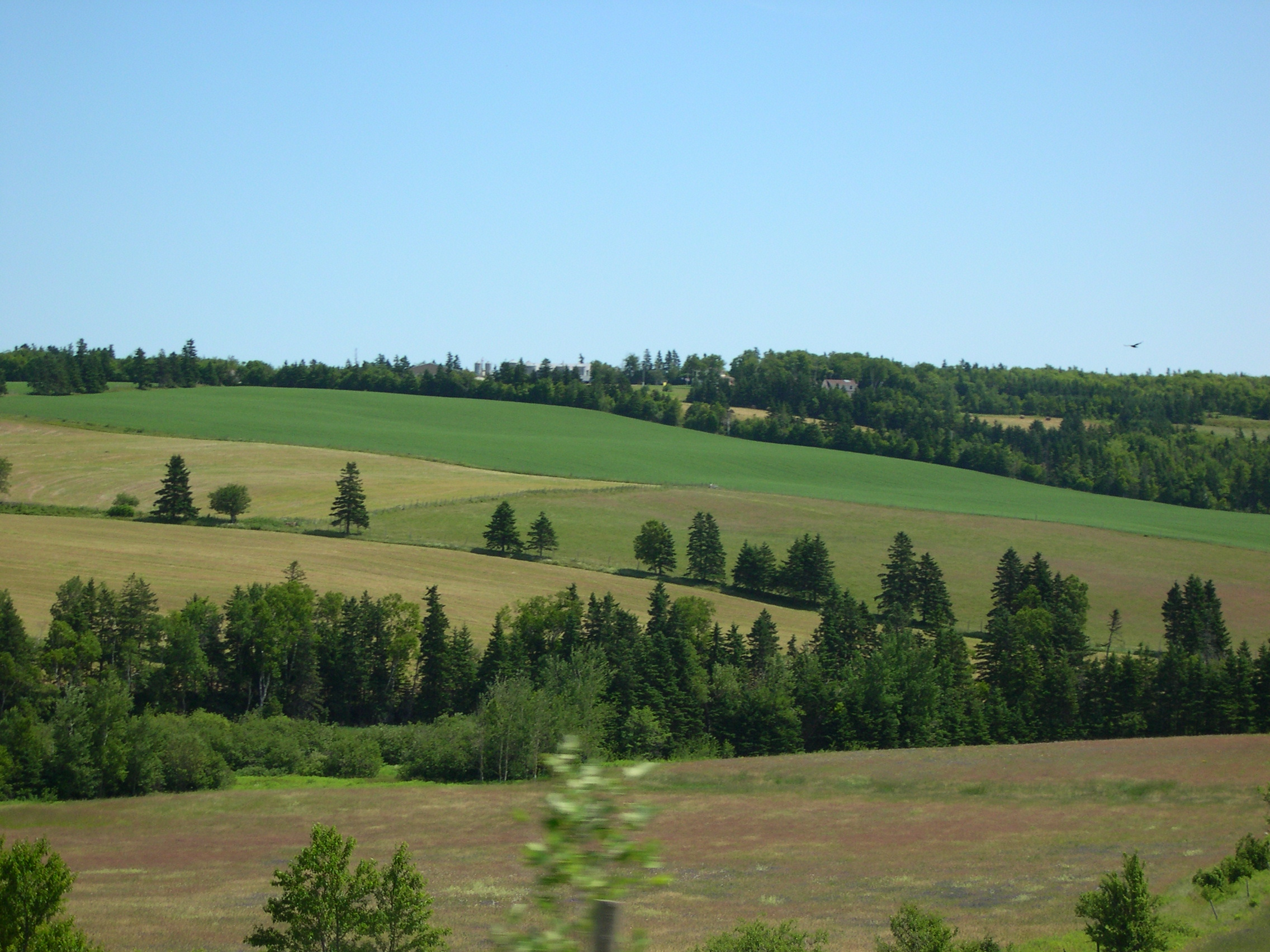
州内の風景

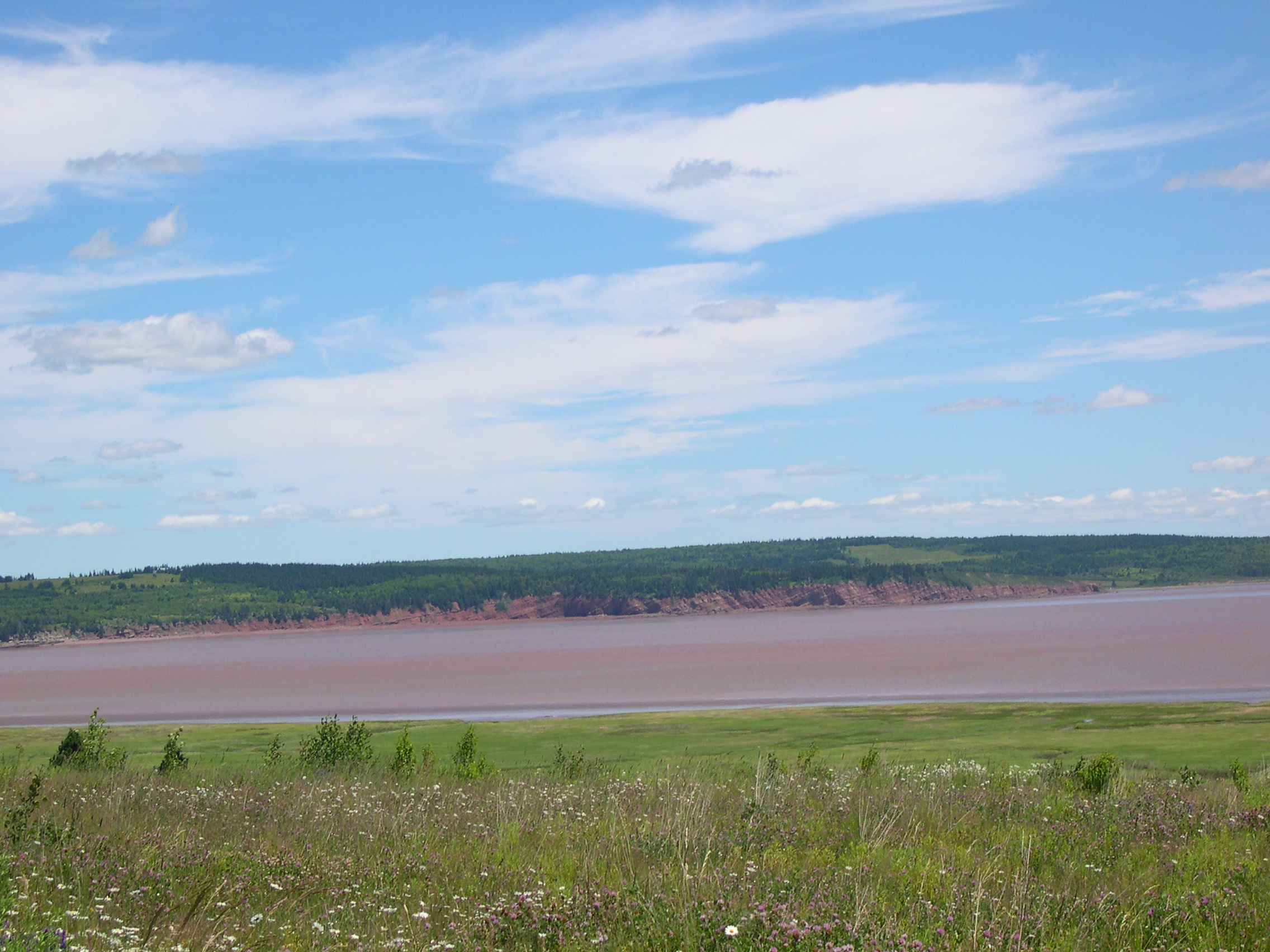
州内の風景

## 言語
2006年のカナダ国勢調査による各言語の母語話者数は以下の通り。英語話者が大多数を占めている。
| 順位 | 言語         | 人数    | %     |
| ---- | ------------ | ------- | ----- |
| 1.   | 英語         | 120,260 | 91.8% |
| 2.   | フランス語   | 10,345  | 6.0%  |
| 3.   | オランダ語   | 865     | 0.6%  |
| 4.   | ドイツ語     | 275     | 0.2%  |
| 5.   | スペイン語   | 220     | 0.2%  |
| 6.   | 中国語       | 190     | 0.1%  |
| 7.   | アラビア語   | 150     | 0.1%  |
| 8.   | ハンガリー語 | 120     | 0.1%  |
| 9.   | ミクマク語   | 90      | 0.1%  |
| 10.  | 日本語       | 80      | 0.1%  |
| 11.  | ポーランド語 | 70      | 0.1%  |
| 12.  | 韓国語       | 65      | 0.1%  |

## 交通
1924年まで、プリンスエドワード島では車は左側通行となっていた。
カナディアン・ナショナル鉄道傘下のプリンスエドワードアイランド鉄道が島内全域を1989年まで運行していた。
それまではカナダ本土とプリンスエドワード島の間にはマリン・アトランティック運航のフェリーが結んでいた。1997年5月にニューブランズウィック州ケープ・ジュリメインからプリンスエドワードアイランドへのコンフェデレーション橋が開通した。コンフェデレーション橋は、島から出るときのみ通行料がかかる。2022年1月より乗用車料金は50.25カナダドル。歩行者と自転車は立ち入りを禁止されているが、シャトルバスに乗ることができる。